# Podpětovité
Podpětovité (Gesneriaceae) je velká čeleď vyšších dvouděložných rostlin z řádu hluchavkotvaré (Lamiales). Zahrnuje asi 3000 druhů ve 130 rodech. Převážná většina podpětovitých roste v tropech. Jsou to zejména byliny, řidčeji dřeviny se vstřícnými jednoduchými listy a pětičetnými květy. Některé druhy nápadně kvetou a jsou pěstovány jako pokojové rostliny.

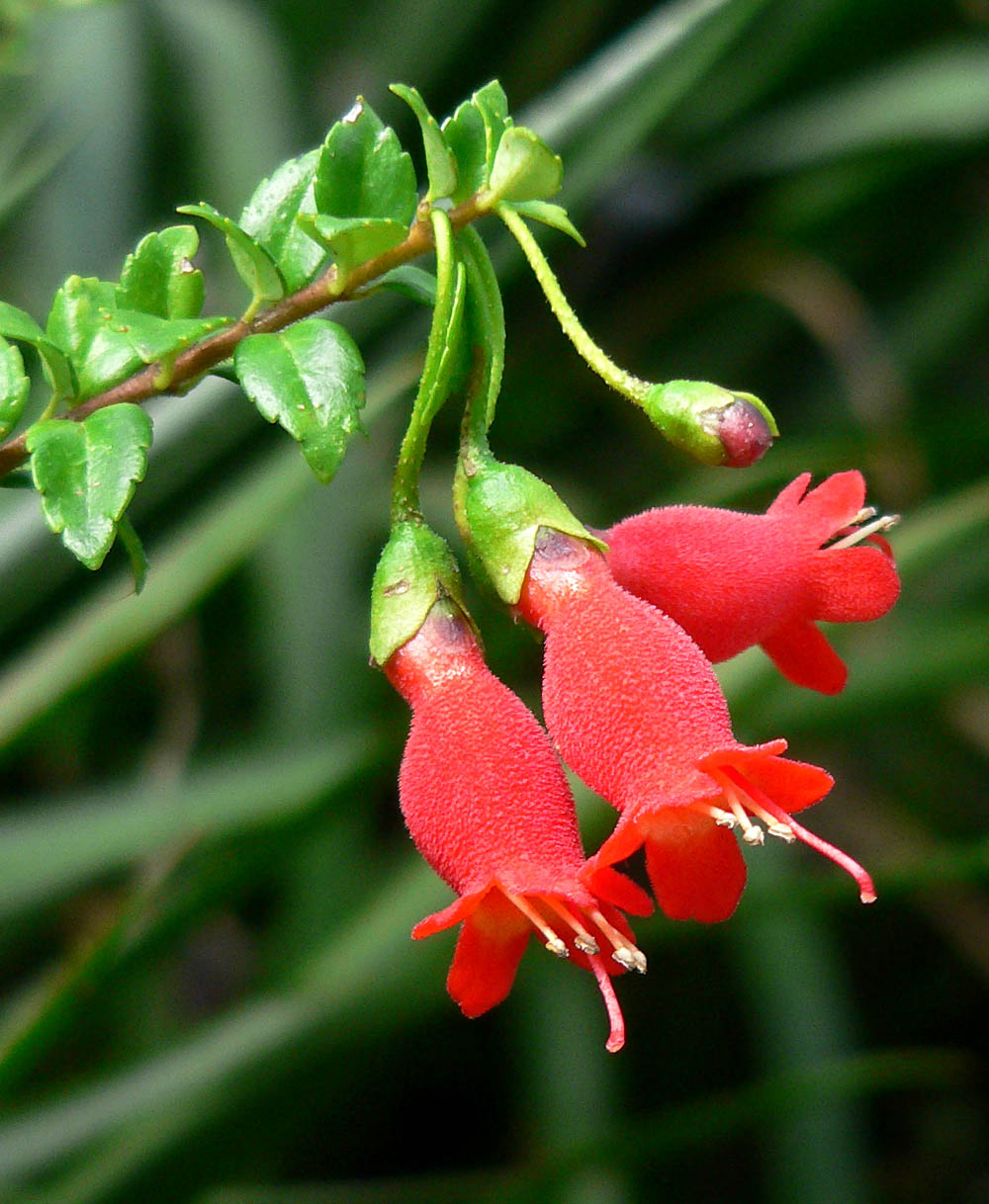
Mitraria coccinea

## Popis
Podpětovité jsou byliny a polokeře, zřídka i liány, keře a malé stromy. Asi čtvrtina druhů jsou epifyty. Velikost rostlin sahá od 2,5 cm (Sinningia pusilla) po 8 metrů (Solenophora calycosa).

### Stonky a listy
Stonek je často zprvu přímý a později poléhavý. U některých druhů je stonek velmi zkrácený a listy tvoří zdánlivě přízemní růžici. Na uzlinách lodyhy se u druhů rostoucích ve vlhkých podmínkách často tvoří adventivní kořeny. Často jsou rostliny měkce chlupaté. Odění je z jednoduchých a někdy i žlaznatých chlupů, obsahujících často živé buňky i po dosažení zralosti. Listy jsou vstřícné, výjimečně střídavé nebo přeslenité, se zpeřenou žilnatinou. Občas jsou protistojné listy velmi nestejné nebo jeden chybí. Listy jsou jednoduché, celokrajné nebo zubaté, vzácně i hluboce členěné.

### Květy a plody
Květenství jsou vrcholová nebo úžlabní, nejčastěji vrcholíky, hrozny nebo jsou květy jednotlivé. Někdy jsou přítomny listeny a ve složených květenstvích i listence. Květy jsou oboupohlavné, souměrné nebo řidčeji téměř pravidelné, nenápadné až velké a nápadné, pětičetné. Častá je protandrie. Květy mohou dosáhnout délky až 8 cm (např. Columnea crassifolia). Kališní lístky jsou volné nebo srostlé v krátkou či dlouhou trubku. Kalich je často vytrvalý a za plodu široce rozestálý. Korunní lístky jsou částečně nebo zcela srostlé. Koruna je nejčastěji trubkovitá a dvoupyským ústím, dále zvonkovitá, řepicovitá, kolovitá, nálevkovitá, válcovitá, s krátkou nebo dlouhou korunní trubkou. Koruna je často jednostranně vypouklá nebo na bázi s ostruhou, z kalichu přímo nebo šikmo vystupující.
Tyčinky jsou 4 (výjimečně 5), někdy je místo 5. tyčinky přítomno staminodium. Tyčinky jsou přirostlé ke koruně, často jsou dvoumocné (2 tyčinky jsou delší než zbývající). V květech je většinou přítomen kruhovitý, laločnatý až dělený nektáriový disk. Semeník je svrchní, polospodní nebo spodní, srostlý ze 2 plodolistů, nejčastěji jednopouzdrý (někdy se druhotně spojí placenty a vytvoří 2 komůrky), s 1 tenkou čnělkou s hlavatou nebo dvoulaločnou bliznou. Placentace je parietální. Vajíček je mnoho. Plodem je vysýchavá nebo i dužnatá lokulicidní, řidčeji septicidní tobolka s mnoha semeny nebo řidčeji bobule. Semena jsou velmi drobná, obvykle jen 0.2 až 0.4 mm velká, s celulárním endospermem nebo bez endospermu.

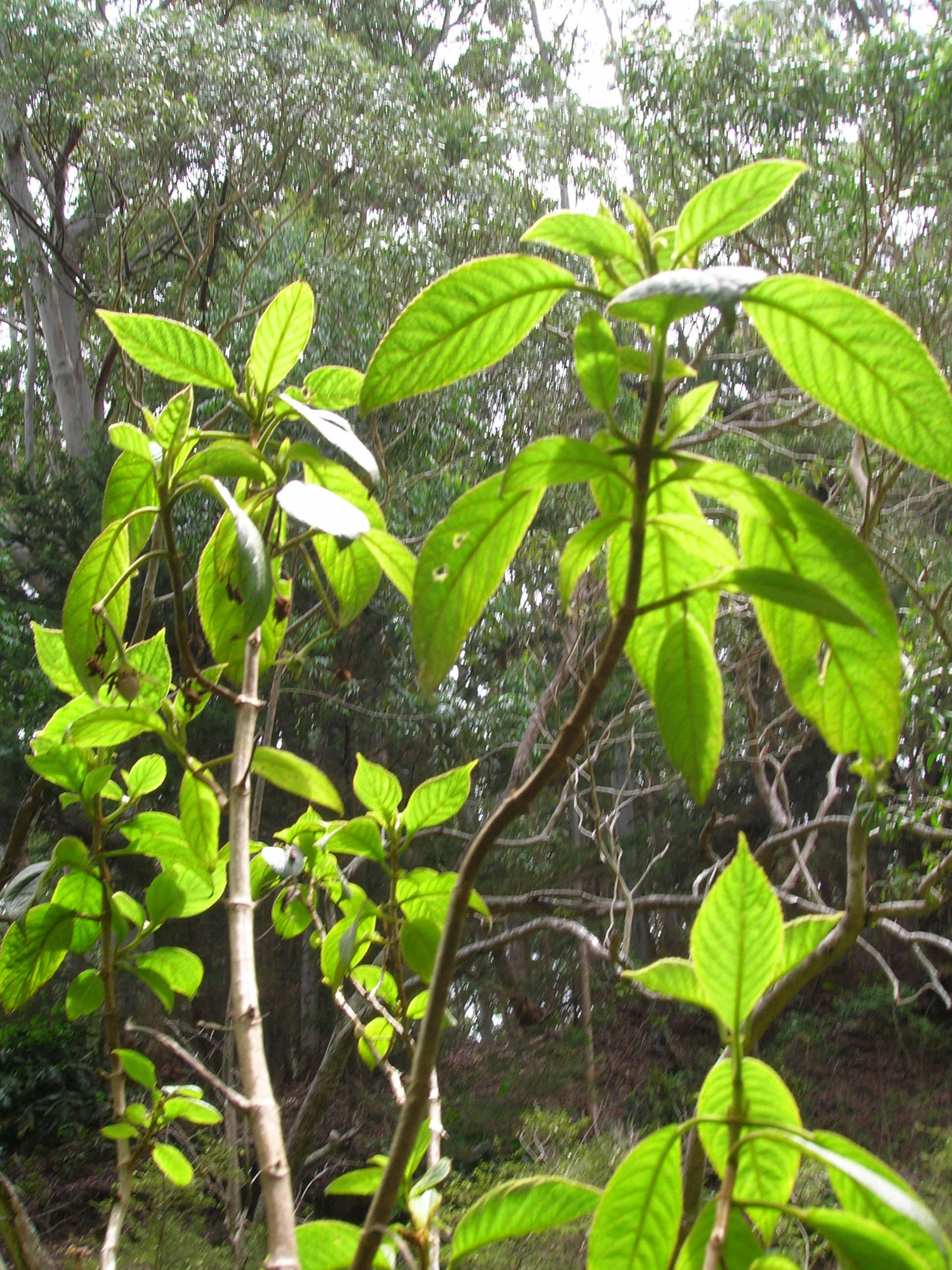
Cyrtandra sp.
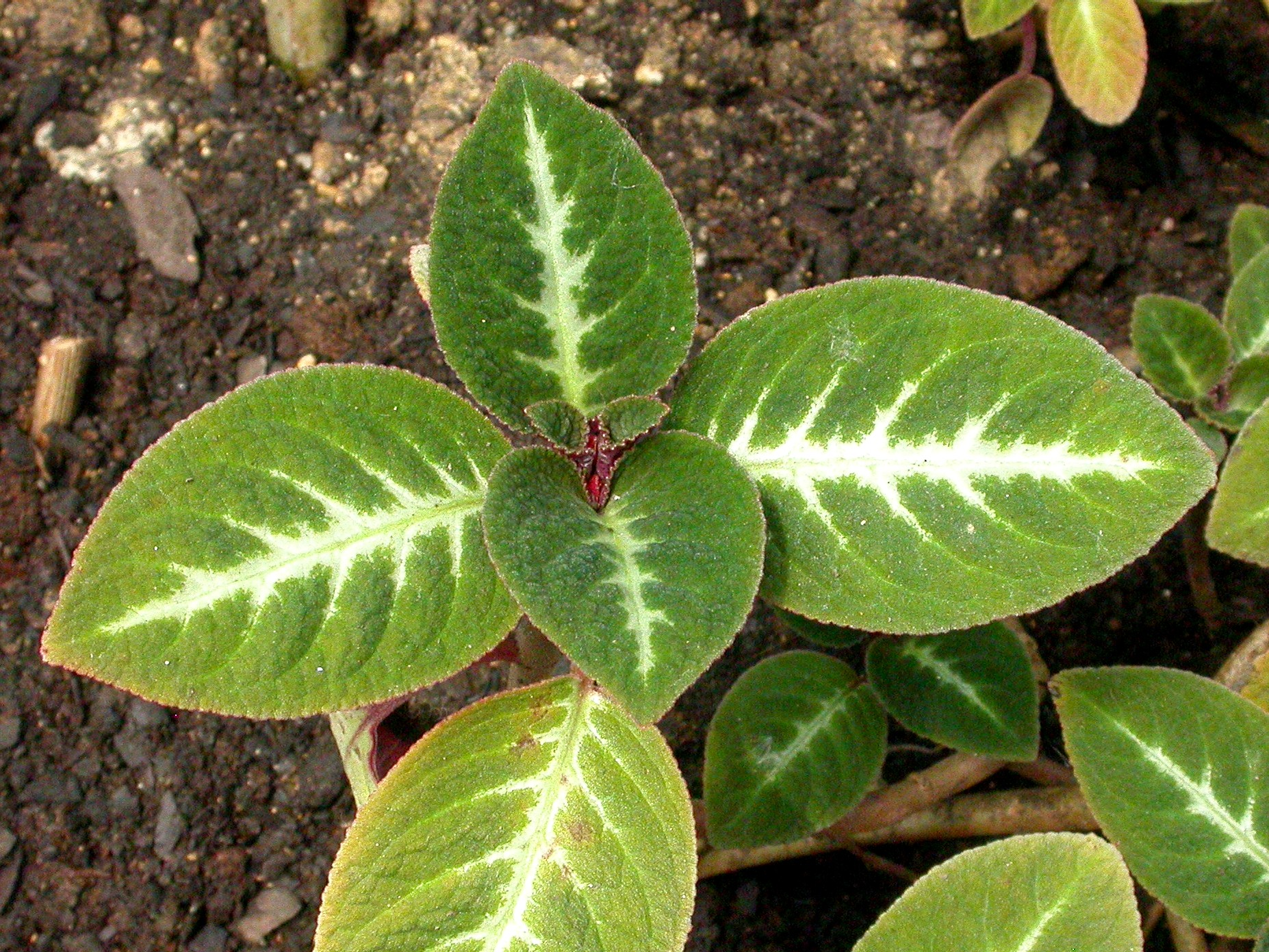
Alloplectus speciosus
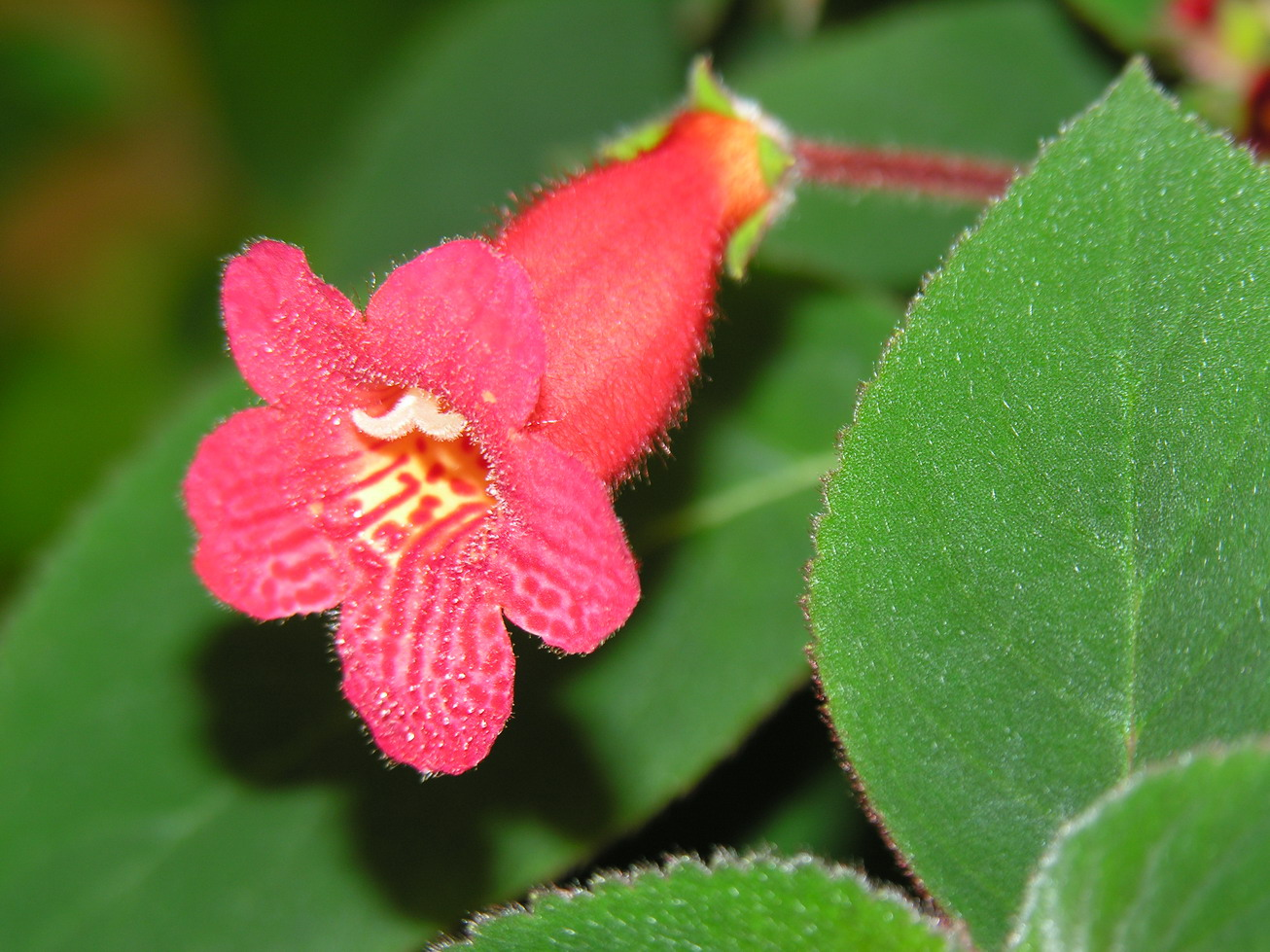
Květ Kohleria sp.
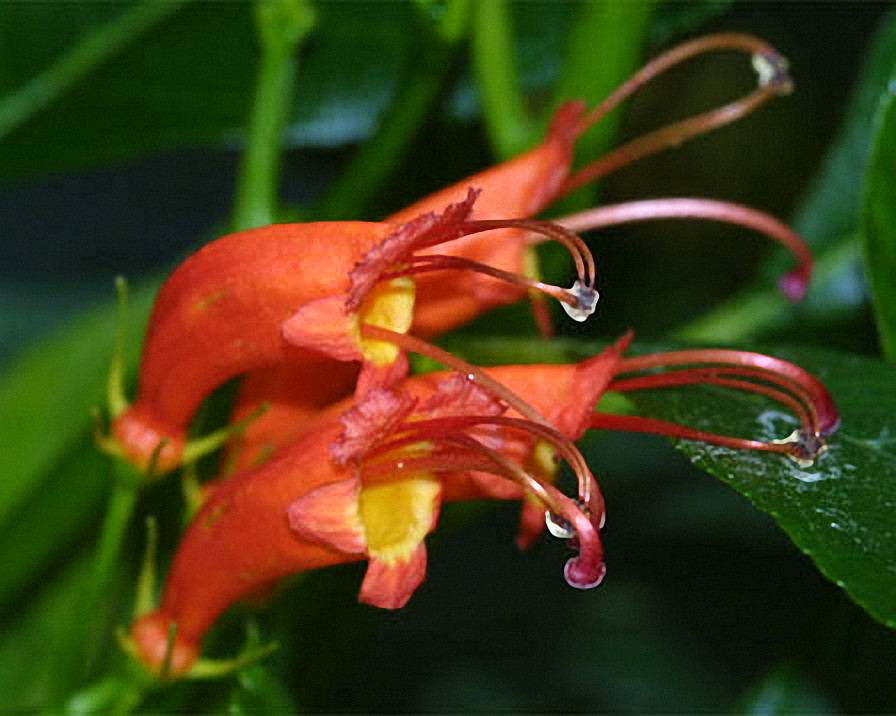
Květy Gesneria ventricosa
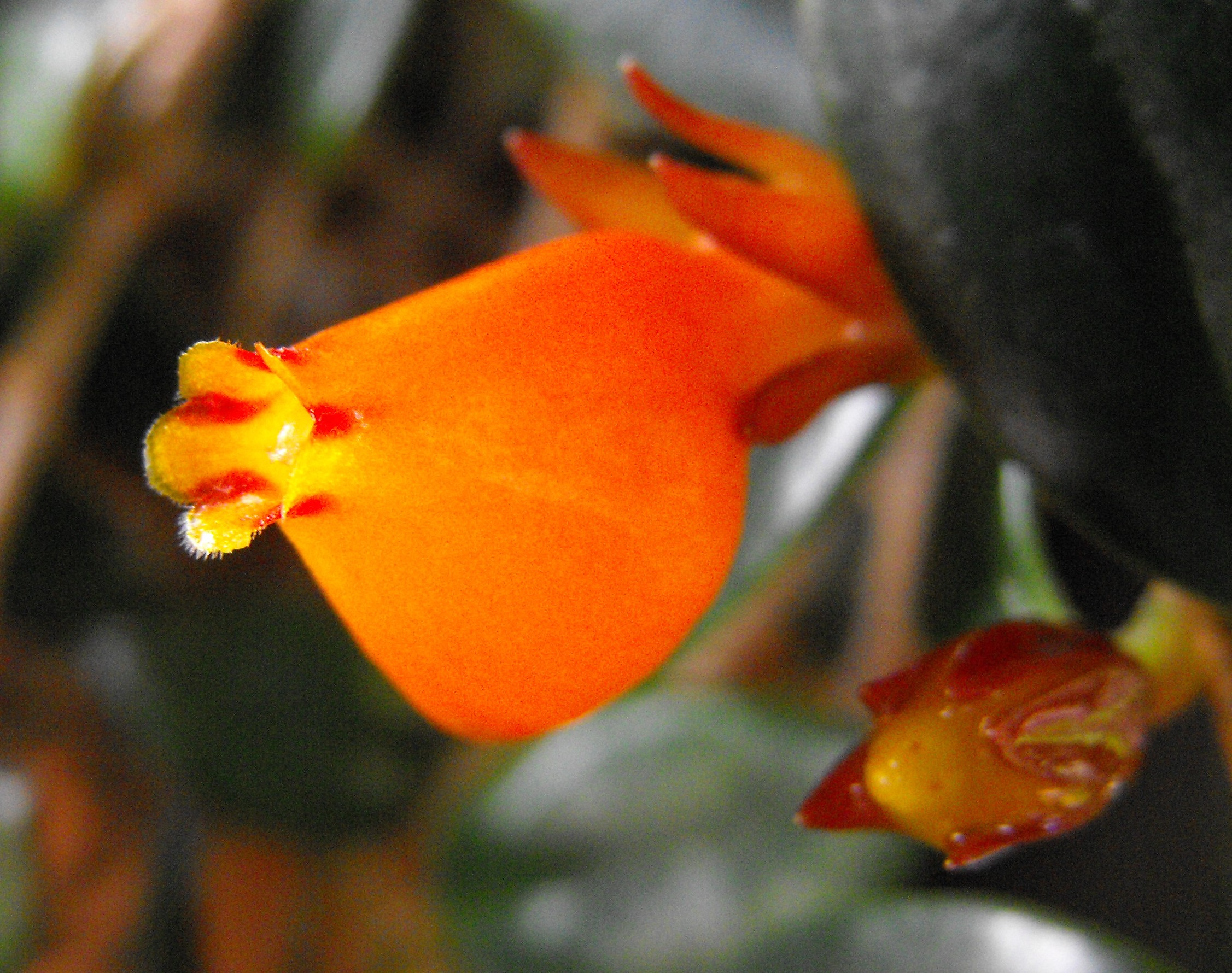
Nematanthus wettsteinii
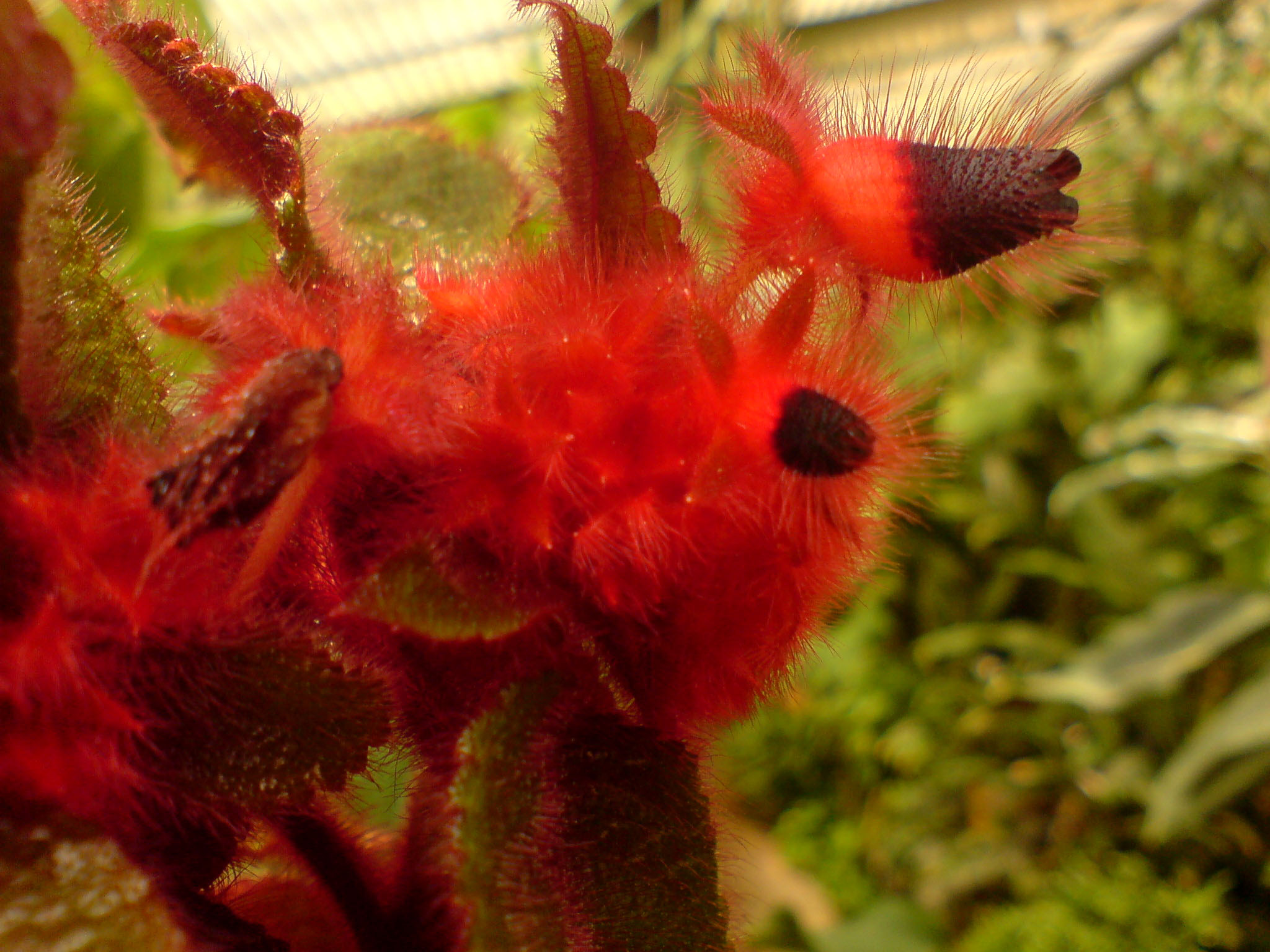
Dlouze štětinaté květy Parakohleria rhodotricha
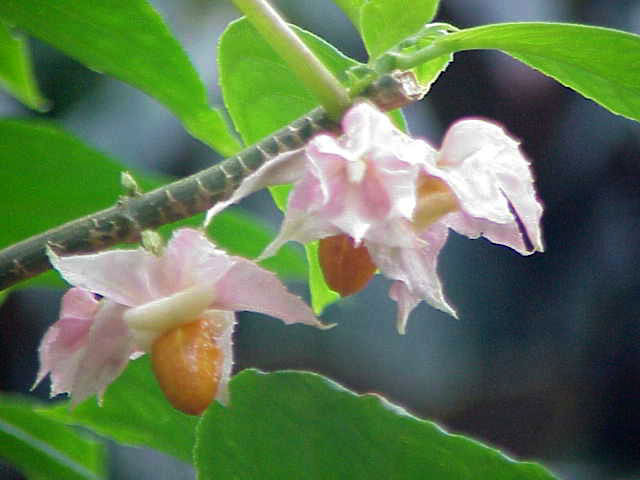
Dužnaté plody Drymonia sp. s jasně zbarveným vytrvalým kalichem
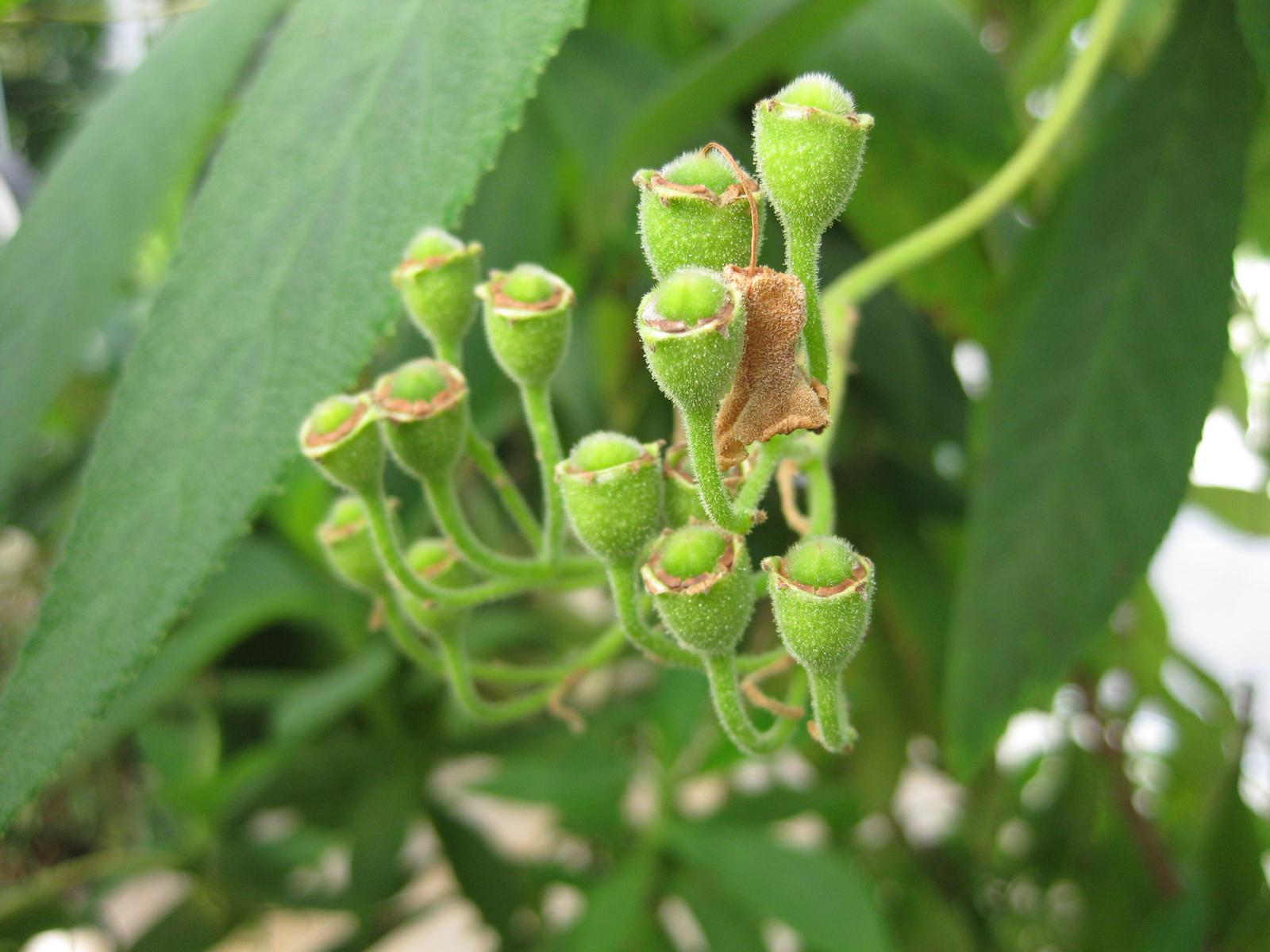
Dozrávající plody Alloplectus sp.

## Ekologické interakce

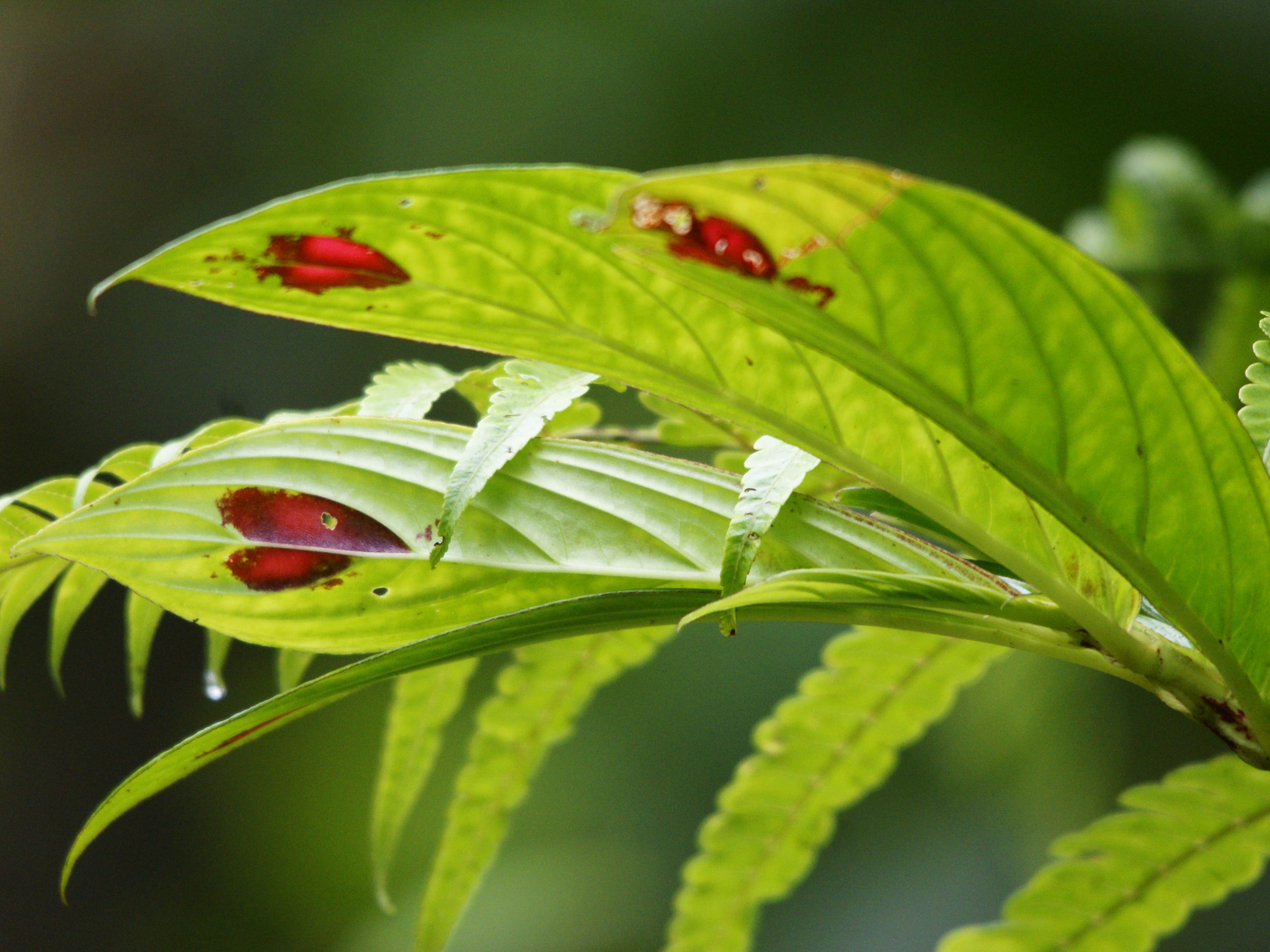
Listy Columnea consanguinea lákající jasně červeně zbarvenou skvrnou opylovače ke květům

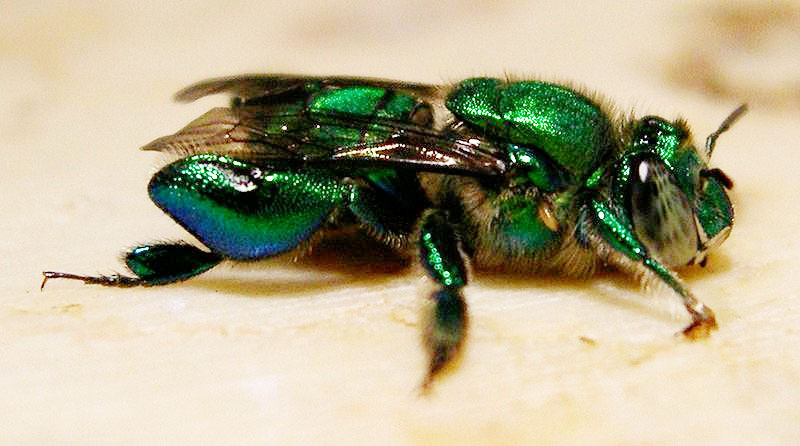
Samec 'orchidejové' včely Euglossa sp.

Některé druhy jsou krátkověké a po vysemenění odumírají. Vytrvalé druhy mohou mít sukulentní stonek, případně je stonek na bázi dřevnatý a po pominutí sucha opět obráží. Také mohou mít podzemní jednoleté či vytrvalé hlízy nebo oddenky.

### Opylování
U podpětovitých často dozrávají prašníky dříve než blizna. U druhů s krátkověkými květy však může být zralý pyl i receptivní blizna zároveň a může docházet k samoopylení, pokud květy již nebyly opyleny.
Podpětovité jsou opylovány nejčastěji včelami, motýly, můrami, mouchami, netopýry a ptáky. Mnohé druhy lákají opylovače jasně zbarvenými kalichy a dokonce i pestře zbarvenými listy (např. Columnea cosanguinea).
Neotropické druhy s trubkovitými žlutými, oranžovými nebo červenými květy jsou většinou opylovány kolibříky. Mnoho jiných druhů je opylováno zářivě kovově zbarvenými tzv. 'orchidejovými' včelami z tribu Euglossini, jejichž samci sbírají pomocí kartáčků na předních nohou vonné silice z povrchu květů a uskladňují je ve specializovaných orgánech na zadních nohou.

### Šíření semen
Drobná semena jsou šířena ponejvíce větrem. V Karibiku jsou přenášena mezi ostrovy tropickými bouřemi. Tobolky mnohých druhů (např. Kohleria) pukají na vrcholu 2 otvory překrytými tuhými chlupy a semena jsou tak z nich vytřepávána postupně. Některé druhy (Gesneria aj.) naopak semena vystavují dešti a ta jsou následně rozstřikována po okolí. Semena druhů s dužnatými plody jsou obvykle šířena ptáky.

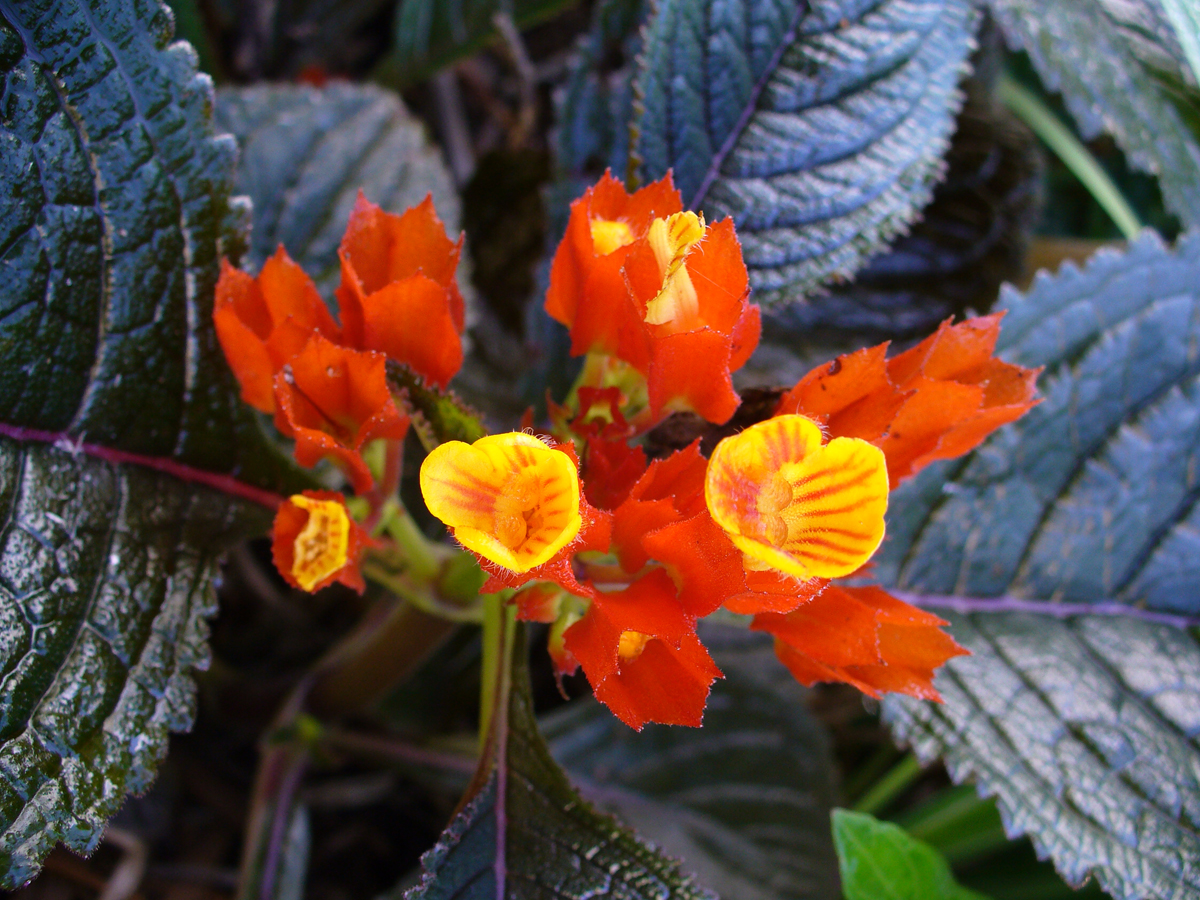
Nápadně zbarvené kalichy Chrysothemis pulchella
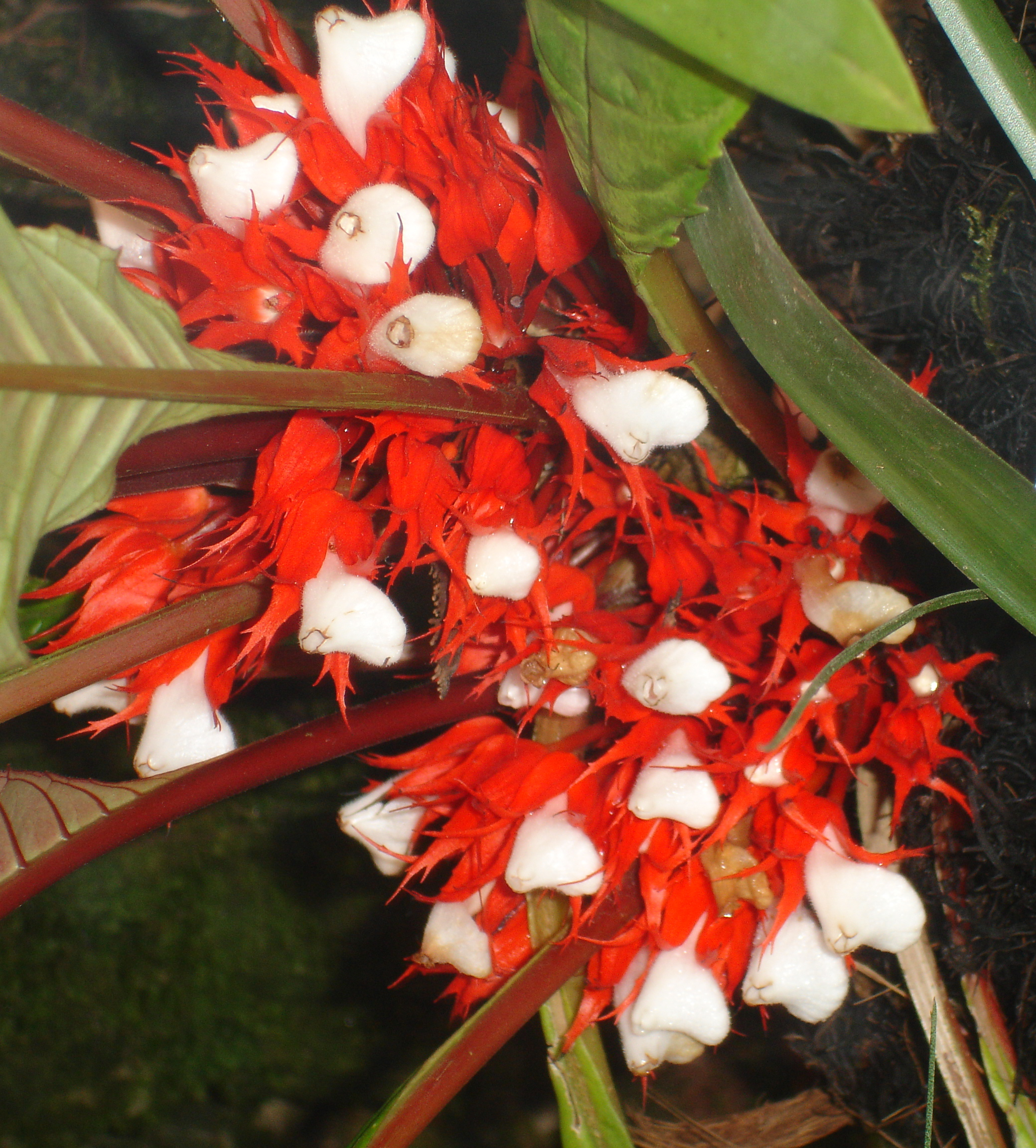
Bělavé květy Paradrymonia hypocyrta podepřené červenými kalichy
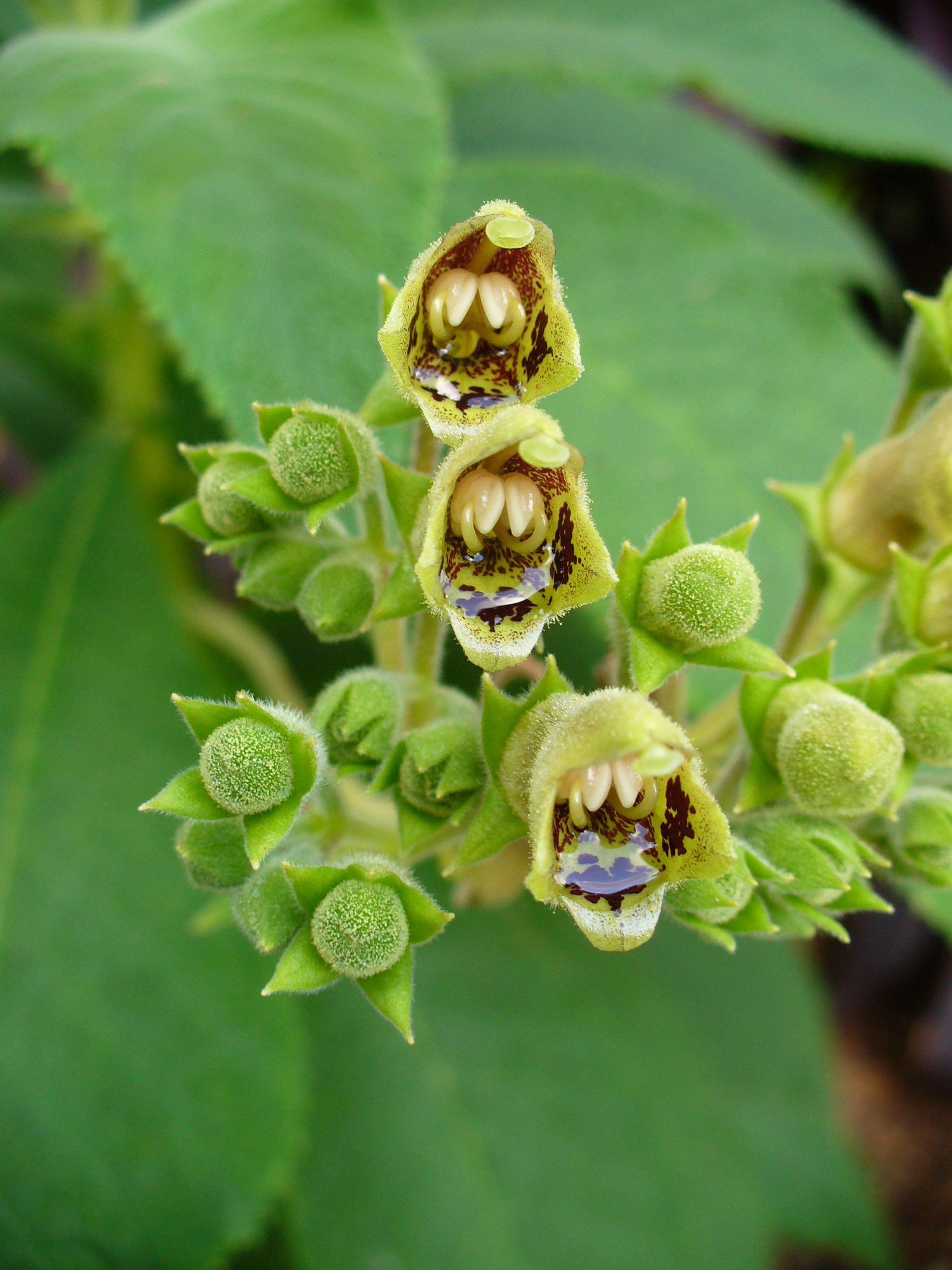
Nenápadné květy Rhytidophyllum tomentosum naplněné nektarem

## Rozšíření
Čeleď zahrnuje asi 2700 až 3700 druhů ve 126 až 147 rodech. Největší rody jsou cyrtandra (Cyrtandra), kolumnea (Columnea), beslerie (Besleria), eschynantus (Aeschynanthus), chirita (Chirita), Henckelia, tořivka (Streptocarpus) a drymonie (Drymonia), počty druhů stejně jako vymezení rodů jsou však velmi neustálené.
Podpětovité jsou rozšířeny v tropech celého světa, málo v Austrálii. Chybí v saharské a severní Africe a v Arábii. V některých oblastech přesahuje i do subtropů a do mírného pásu (Evropa, východní Asie, jižní Afrika). Asi polovina druhů pochází z tropické Ameriky. Nejvíce druhů roste ve vlhkých tropech od nížinného deštného lesa po horské biotopy.
V jižní Evropě rostou celkem 3 rody a 6 druhů podpětovitých. Pět druhů (Haberlea ferdinandi-coburgii, Haberlea rhodopensis, Jankaea heldreichii, Ramonda serbica a Ramonda nathaliae) jsou endemity východního Středomoří (Řecko, Bulharsko, Srbsko, Makedonie, Albánie), Ramonda myconi je endemit Pyrenejí.

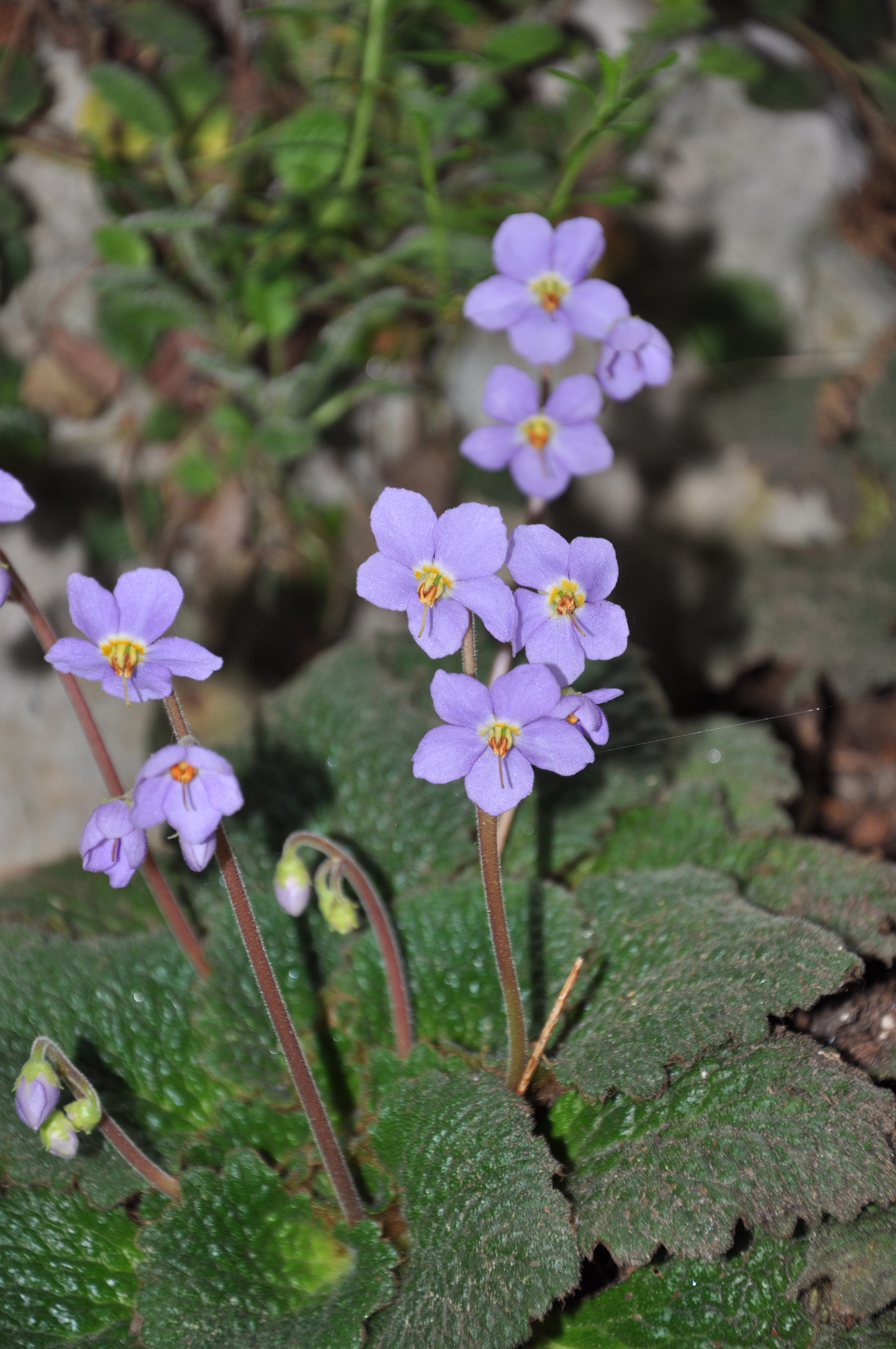
Ramonda myconi
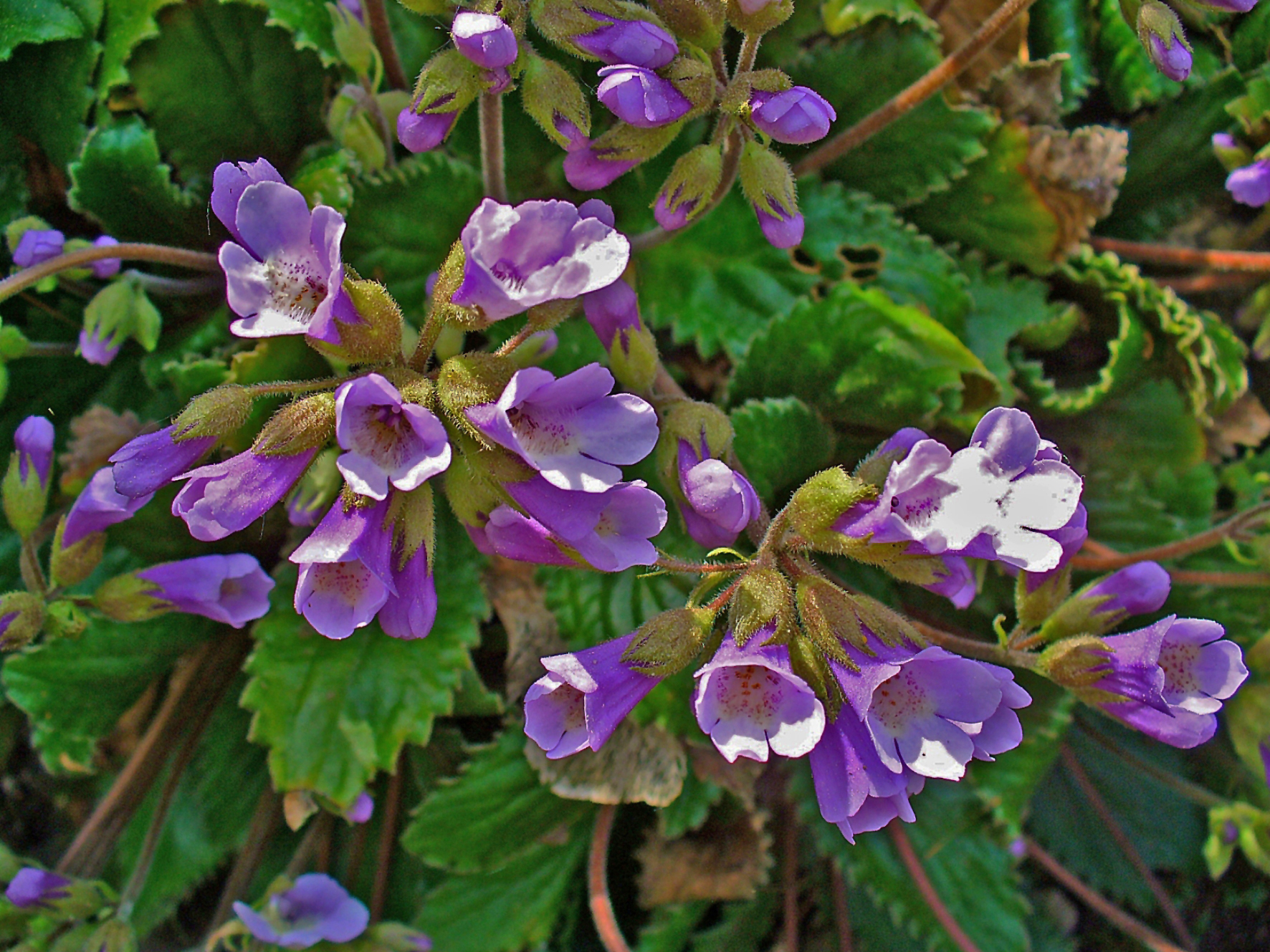
Haberlea ferdinandi-coburgi
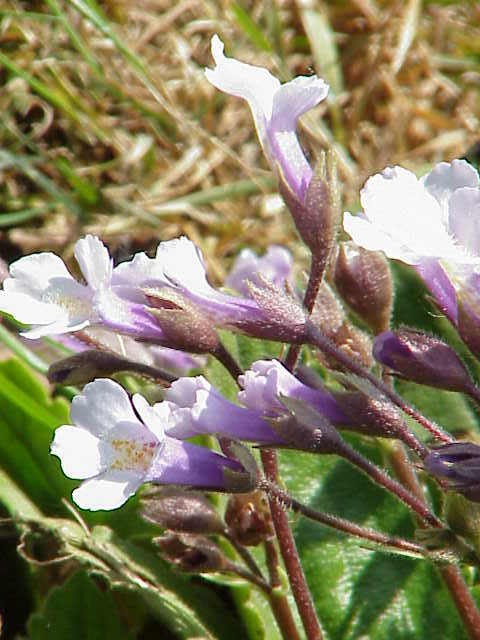
Haberlea rhodopensis
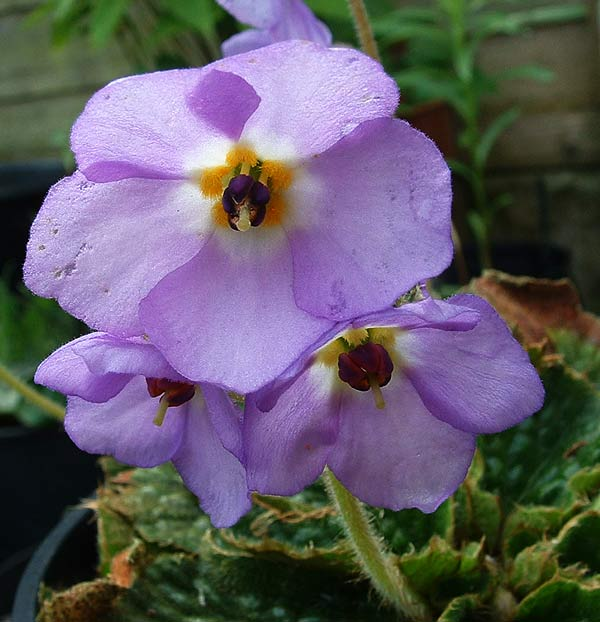
Květy Ramonda serbica

## Taxonomie
Podpětovité jsou dobře vyhraněná čeleď, jejíž ohraničení je ustálené. V minulosti byla nejčastěji řazena do řádu krtičníkotvaré (Scrophulariales), případně hluchavkotvaré (Lamiales). Podle dnešních poznatků je nejblíže příbuznou skupinou čeleď pantoflíčkovité (Calceolariaceae).
V současné taxonomii je čeleď členěna na tři podčeledi a několik tribů:
- Didymocarpoideae – asi 2150 druhů v 82 rodech, roztroušeně v tropech celého světa, jižní Evropa, Japonsko a jižní Afrika
- Epithematoideae – asi 75 druhů v 6 rodech, Indie, jv. Asie, 1 druh v západní Africe a 1 v Americe od Mexika po Peru
- Gesnerioideae – přes 1500 druhů v 63 rodech
  - Coronanthereae – 20 druhů v 9 rodech, jih Jižní Ameriky, Šalomounovy ostrovy, Antily, Nová Kaledonie, v. Austrálie, Nový Zéland,
  - Titanotricheae – jediný druh, Titanotrichum oldhamii. Čína až Japonsko a záp. Malajsie
  - Gesnerieae – asi 1500 druhů v 53 rodech, Střední a Jižní Amerika[4]

Strukturní vzorec kyseliny kaffeové

## Obsahové látky
Mezi nejčastější obsahové látky náleží fenolické glykosidy, orobanchin, estery kyseliny kaffeové a anthokyany (gesnerin v květech, kolumnin v listech). Není znám obsah iridoidů, saponinů ani kyanogenních sloučenin.

## Zástupci
- aloplektus (Alloplectus)
- belonie (Bellonia)
- beslerie (Besleria)
- cyrtandra (Cyrtandra)
- drymonie (Drymonia)
- episcie (Episcia)
- eschynantus (Aeschynanthus)
- gloxinie (Sinningia)
- gloxiniovka (Gloxinia)
- haberlea (Haberlea)
- hypocyrta (Hypocyrta, syn. Nematanthus)
- chirita (Chirita)
- jonátka (Saintpaulia, syn. Streptocarpus)
- kodonante (Codonanthe)
- kohlerie (Kohleria)
- kolumnea (Columnea)
- křivůtka (Achimenes)
- nematantus (Nematanthus)
- plstnatka (Jancaea, syn. Ramonda)
- podpět (Gesneria)
- ramonda (Ramonda)
- rechsteinerie (Rechsteineria, syn. Sinningia)
- sarmienta (Sarmienta)
- skalokráska (Petrocosmea)
- smitianta (Smithiantha)
- tořivka (Streptocarpus)
- vrapolist (Rhytidophyllum)[6]

## Význam
Jako pokojové rostliny jsou pěstovány zejména různé druhy a kultivary rodů Saintpaulia, Achimenes, Columnea, Episcia, Streptocarpus, Sinningia aj. Některé druhy těchto rostlin mohou způsobit dermatitidu.
Velké množství rodů, druhů i kultivarů lze najít ve sklenících botanických zahrad.
Různé druhy podpětovitých jsou používány jihoamerickými indiány k léčení některých neduhů. Listy Didymocarpus pedicellata jsou v indické medicíně používány při ledvinových a žlučníkových kamenech.

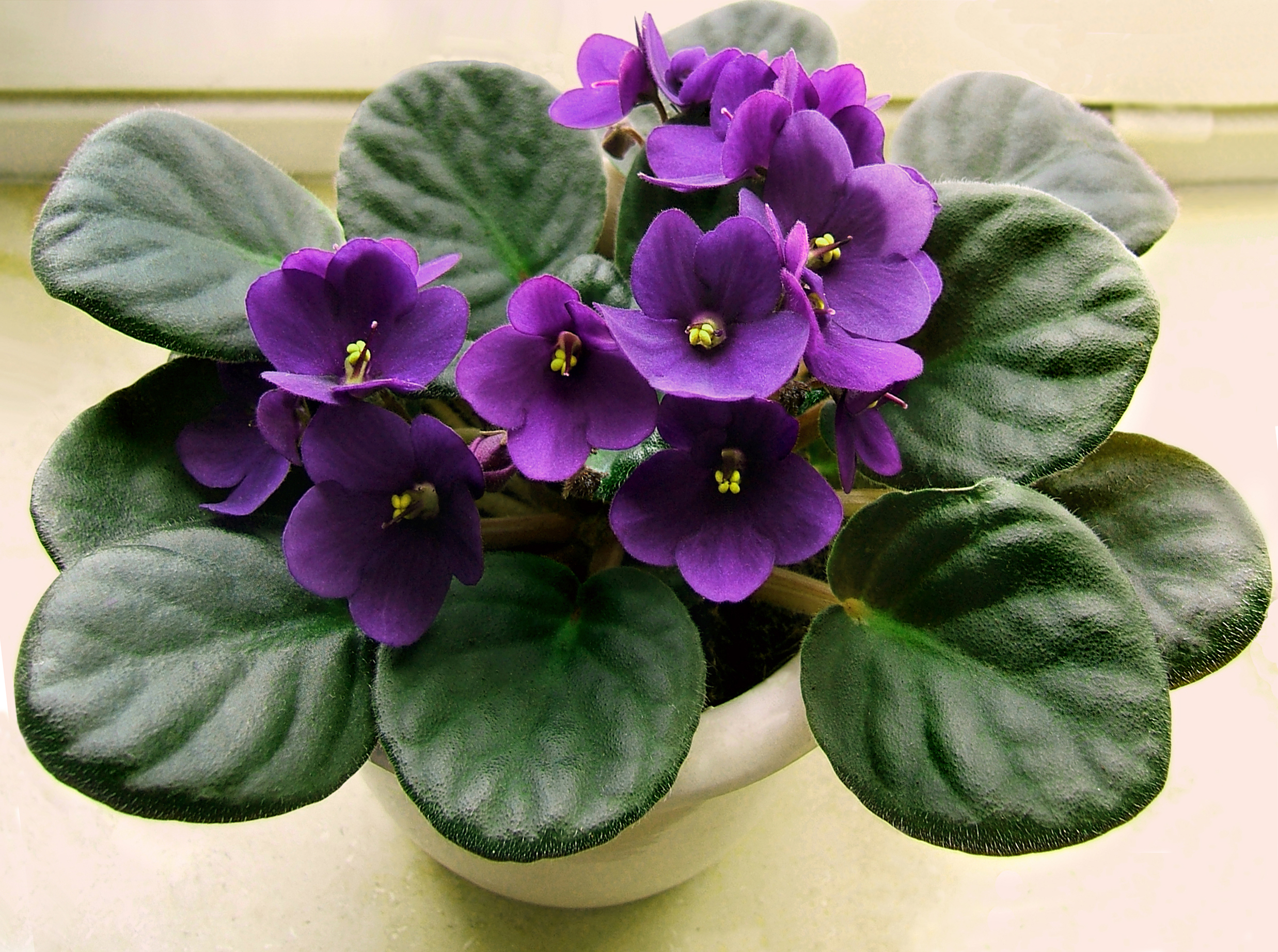
Africká fiala, kultivar Saintpaulia ionantha
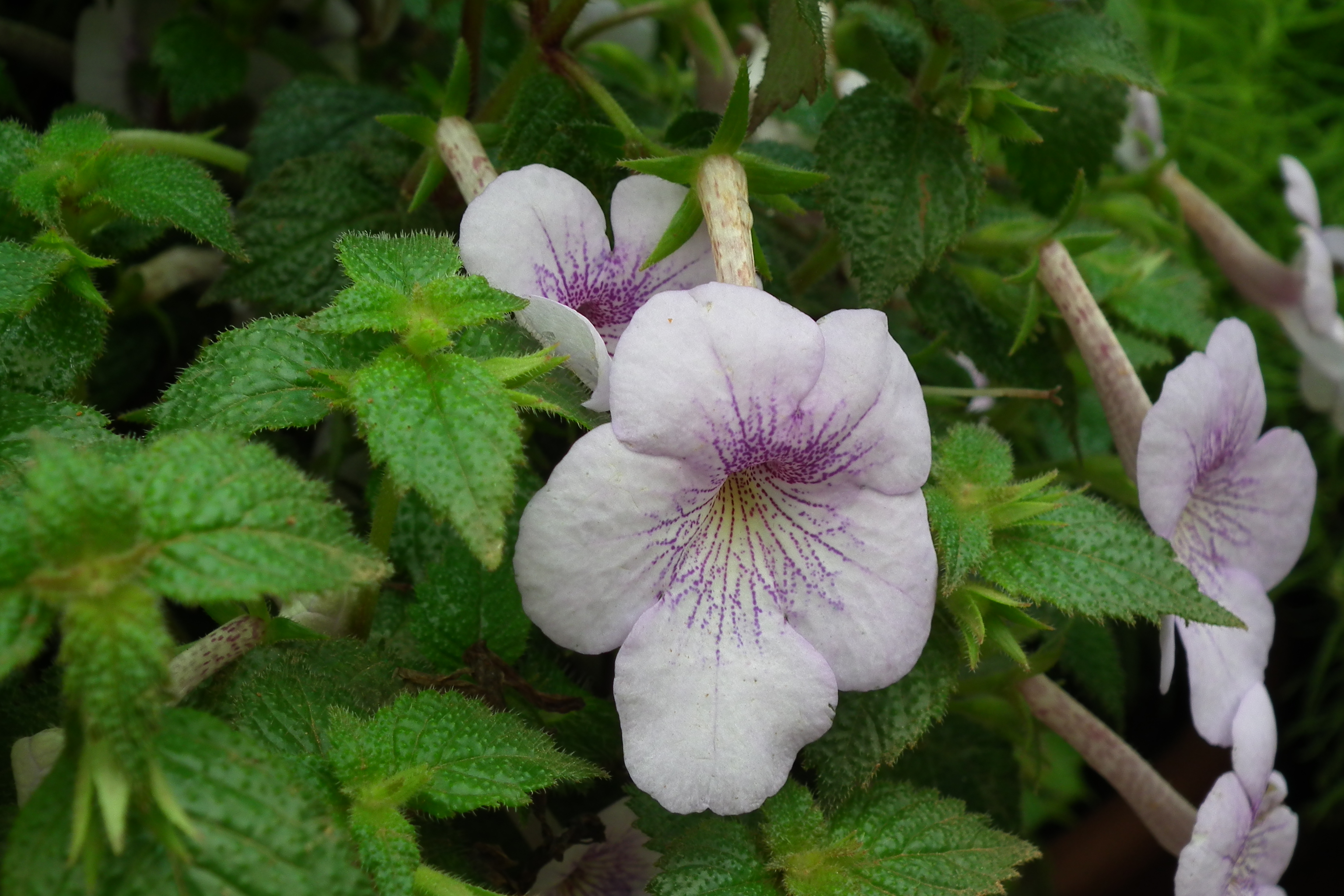
Kvetoucí křivůtka (Achimenes) neboli honzík
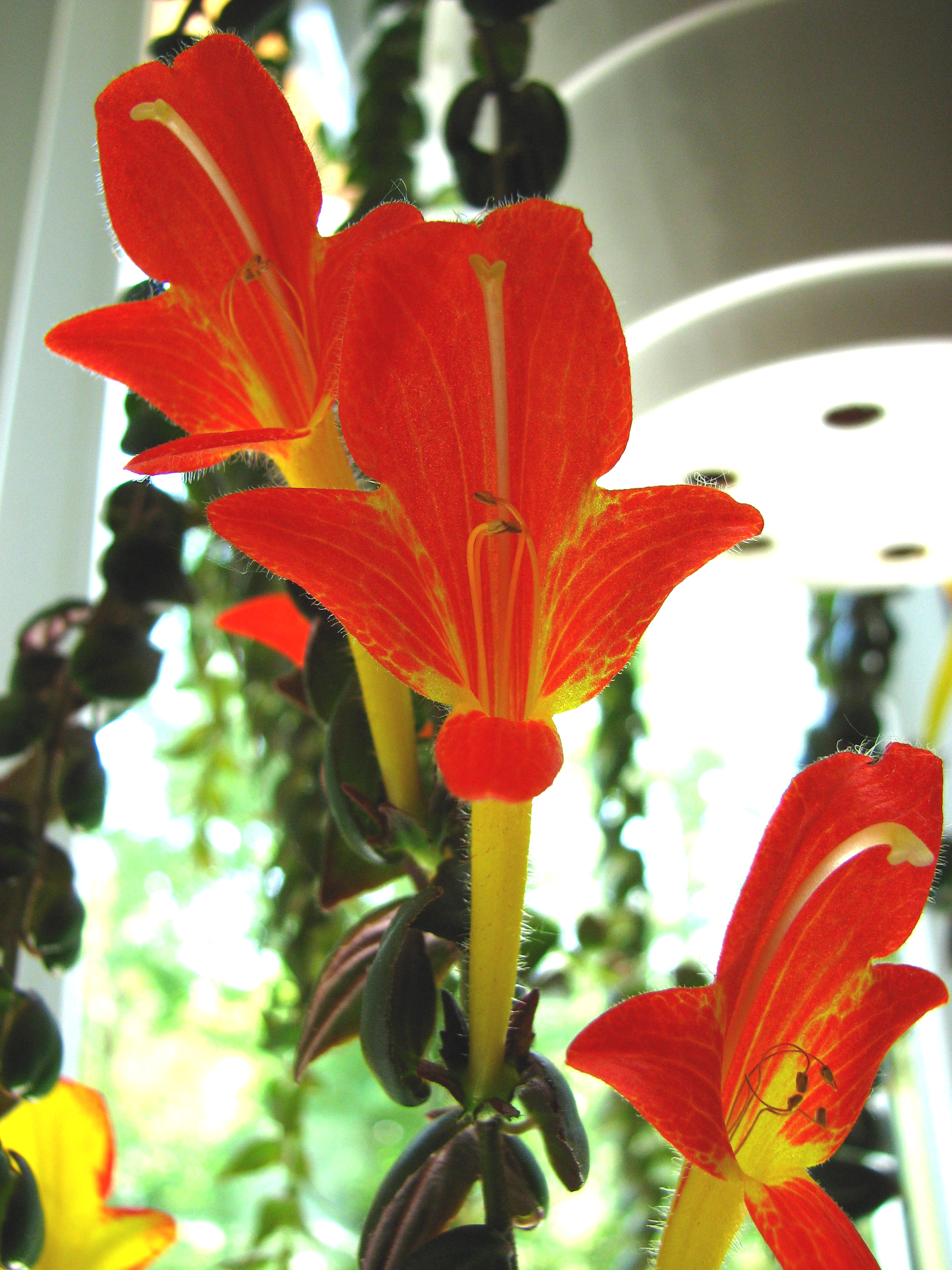
Columnea x banksii
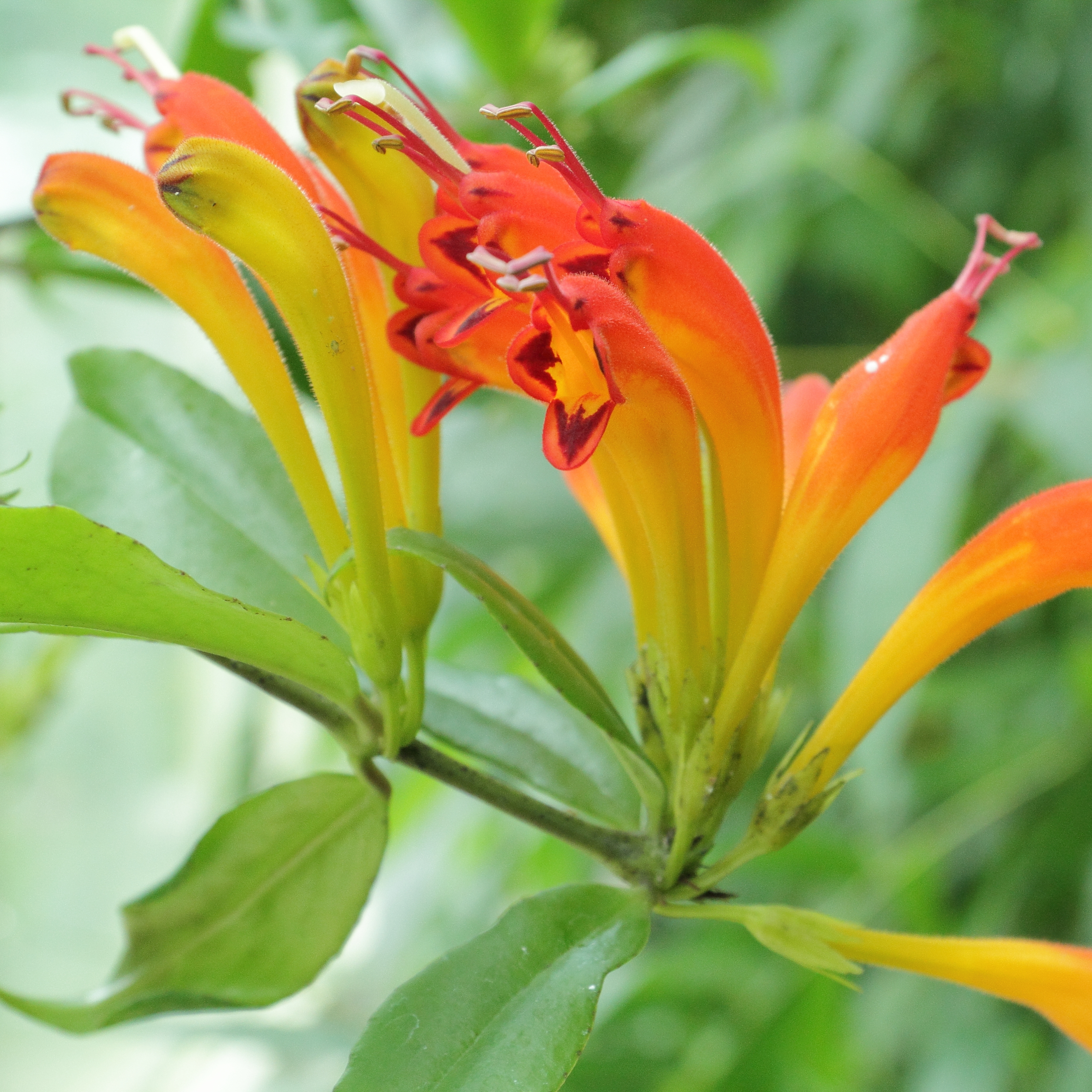
Aeschynanthus speciosus
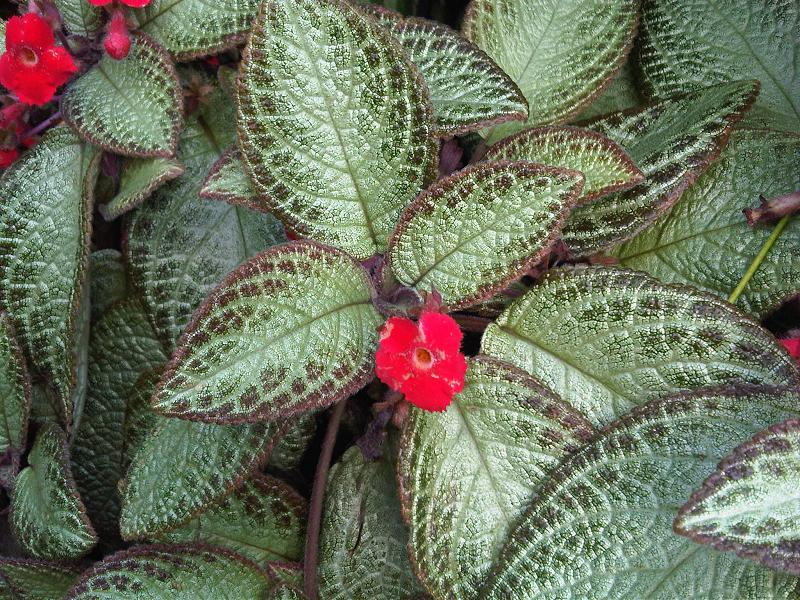
Episcia cupreata
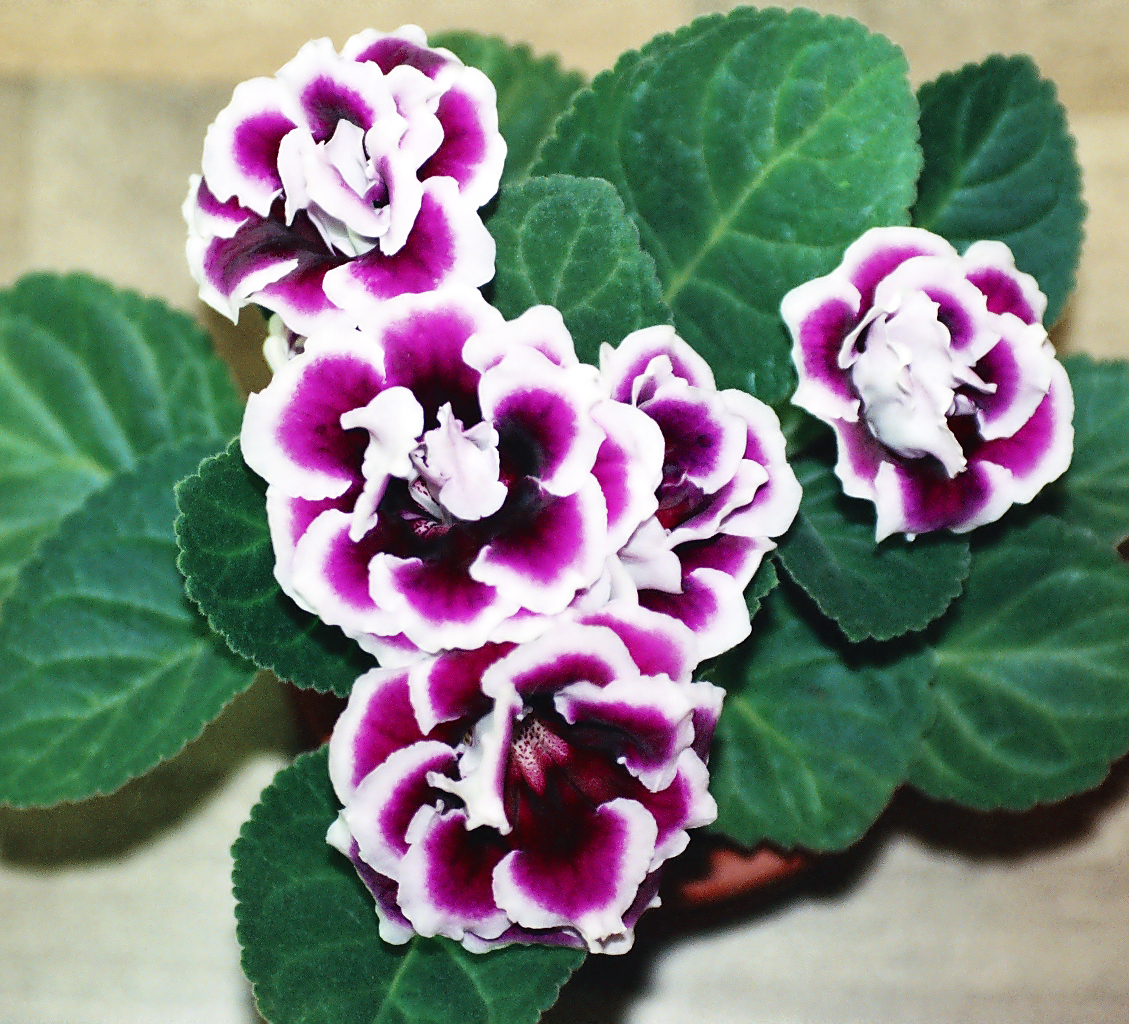
Kultivar gloxinie Sinningia speciosa

## Přehled rodů
Achimenes,
Aeschynanthus,
Agalmyla,
Allocheilos,
Alloplectus,
Allostigma,
Alsobia,
Amalophyllon,
Anetanthus,
Anna,
Asteranthera,
Beccarinda,
Bellonia,
Besleria,
Billolivia,
Boea,
Boeica,
Briggsiopsis,
Cathayanthe,
Centrosolenia,
Championia,
Chautemsia,
Chayamaritia,
Christopheria,
Chrysothemis,
Codonanthe,
Codonanthopsis,
Codonoboea,
Columnea,
Conandron,
Coptocheile,
Corallodiscus,
Coronanthera,
Corytoplectus,
Crantzia,
Cremersia,
Cremosperma,
Cremospermopsis,
Cubitanthus,
Cyrtandra,
Damrongia,
Deinostigma,
Depanthus,
Diastema,
Didissandra,
Didymocarpus,
Didymostigma,
Dorcoceras,
Drymonia,
Emarhendia,
Episcia,
Epithema,
Eucodonia,
Fieldia,
Gasteranthus,
Gesneria,
Glabrella,
Glossoloma,
Gloxinella,
Gloxinia,
Gloxiniopsis,
Goyazia,
Gyrocheilos,
Gyrogyne,
Haberlea,
Hemiboea,
Henckelia,
Heppiella,
Hexatheca,
Jerdonia,
Kaisupeea,
Kohleria,
Lampadaria,
Lembocarpus,
Leptoboea,
Lesia,
Liebigia,
Litostigma,
Loxocarpus,
Loxonia,
Loxostigma,
Lysionotus,
Mandirola,
Metapetrocosmea,
Microchirita,
Middletonia,
Mitraria,
Monophyllaea,
Monopyle,
Moussonia,
Napeanthus,
Nautilocalyx,
Negria,
Nematanthus,
Neomortonia,
Niphaea,
Nomopyle,
Orchadocarpa,
Oreocharis,
Ornithoboea,
Pachycaulos,
Pagothyra,
Paliavana,
Paraboea,
Paradrymonia,
Parakohleria,
Pearcea,
Peltanthera,
Petrocodon,
Petrocosmea,
Pheidonocarpa,
Phinaea,
Platystemma,
Primulina,
Pseudochirita,
Rachunia,
Ramonda (vč. Jancaea),
Raphiocarpus,
Reldia,
Resia,
Rhabdothamnopsis,
Rhabdothamnus,
Rhoogeton,
Rhynchoglossum,
Rhynchotechum,
Rhytidophyllum,
Ridleyandra,
Rufodorsia,
Sanango,
Sarmienta,
Seemannia,
Senyumia,
Sepikea,
Shuaria,
Sinningia,
Smithiantha,
Solenophora,
Somrania,
Spelaeanthus,
Sphaerorrhiza,
Stauranthera,
Streptocarpus (vč. Saintpaulia),
Tetraphylloides,
Titanotrichum,
Tribounia,
Trichodrymonia,
Tylopsacas,
Vanhouttea,
Whytockia